# Abu Said Bahadur Khan
Abu-Saïd Bahadur-Khan (Ujan, 2 de juny de 1305-Karabagh, 30 de novembre de 1335), fou el novè Il-kan de Pèrsia, fill i successor d'Oljeitu, i la seva mare era Hajji Khatun. Els seus germans grans van morir i va quedar com únic hereu.

## Biografia
El 1315, sota custòdia del seu tutor Sevinj fou enviat a l'est com a nominal virrei de Khorasan i Mazanderan, i a la mort del seu pare el desembre del 1316 fou proclamat kan i coronat en una data variable segons els historiadors (abril/maig del 1317, 16 d'agost de 1317 o 5 de juliol de 1317). Aquest marge de temps sembla a causa de les maquinacions de Sevinj, que inútilment va voler desplaçar (gener de 1318) a l'amir al-ulus Čoban (Čuban) del qual sospitava que havia instigat els disturbis a Khorasan quan va sortir el jove i que van causar la mort de l'emir Yasaul, deixat al càrrec de la província (març), per instigació del seu ajudant Bagtüt, i del príncep txagatai, Yasaur que vivia refugiat feia uns anys a la província i posseïa un feu al sud de l'Oxus. El 1318 Bagtüt i Yasaur es van revoltar obertament i van envair Mazanderan però van trobar a les seves espatlles la resistència del sobirà local de la dinastia dels kurts, Ghyat al-Din d'Herat i van haver de retornar al Khurasan; quan el govern va enviar forces dirigides per l'amir Hussayn (ancestre dels jalayírides) la revolta es va enfonsar (primavera del 1319). Yasaur va morir a l'any següent a mans de parents seus txagatais.
Una butlla del papa Joan XXII datada l'1 de maig de 1318 establia l'arquebisbat de Sultaniya, la capital, amb una sèrie de bisbats dependents. Alguns sacerdots catòlics com Jordà de Severac van visitar el regne i no sembla que al començament del regnat hi hagués cap hostilitat contra els cristians encara que potser més endavant es van encoratjar les conversions a l'islam.
Els primers temps de regnat, l'historiador Rashid al-Din era visir juntament amb Tadj al-Din Alishah (des del temps del kan pare) però fou apartat del càrrec pel seu col·lega. Rashid el-Din fou acusat després d'enverinar Oldjeitu i tot i que es va demostrar que no era cert, fou executat el juliol del 1318. Alishah va quedar com únic visir.
El 1319 Uzbeg Khan de l'Horda d'Or va envair Azerbaidjan i no hi va trobar gaire resistència. Quan Uzbeg es va retirar, el poderós amir al-ulus Čoban (Čuban) va castigar severament a l'emir Kurumshi per no atendre els seus deures i l'emir es va revoltar amb suport de l'emir Irendjin, i va avançar cap a Sultaniya. En una batalla prop de Miana el 20 de juny de 1319 els rebels foren derrotats i els dos caps rebels capturats i executats. La intervenció de les forces que dirigia el mateix kan fou decisiva i va rebre el títol d'heroi (bahadur). Abu Said es volia desfer de la tutela de Čoban (Čuban) i es creu que ell mateix va instigar la revolta de Kurumshi que va acabar reforçant el poder de l'amir al-ulus. Čoban va rebre llavors la mà de Sati Beg, germana d'Abu Said, i les províncies del kanat es van distribuir entre els seus fills: Timurtash, que fou virrei a Anatòlia; Shaykh Mahmud que fou virrei a Geòrgia; Hasan va rebre Khorasan a la mort del governador emir Husayn (1322); Dimaskh Kwadja fou governador a l'Azerbaidjan i els dos Iraqs i a més va substituir Rukn al-Din Sain com a visir el 1325; i Talish ibn Hasan fou governador de Fars i Kirman.
El 1320 es va signar un tractat amb Venècia que donava als frares llatins el dret de construir oratoris a les ciutats del kanat. El 1321 Ghazan Khan, germà Uzbeg Khan de l'Horda d'Or, va envair Geòrgia i Abu Said hi va haver d'enviar tropes que el van expulsar. La revolta de Timurtash a Anatòlia (vers 1322) no va reduir el poder de la família cobànida, i el mateix Čoban va demanar permís al kan per sotmetre el rebel, el qual va capturar i va portar a la cort on fou perdonat i nomenat altre cop pel mateix càrrec. El kanat de Txagatai havia cooperat en la lluita contra el rebel príncep txagatai Yasaur al Khurasan (1319) però el 1322 la situació va canviar i van fer una campanya contra el Khurasan.
El 1322 es va signar un tractat comercial a Alep amb el Soldanat Mameluc que posava fi a les hostilitats latents que havien existit des de 1260 en la batalla d'Ayn Djalut i va provocar la definitiva retirada mongola de Síria després de la seva derrota en la batalla de Marj al-Saffar.
Alisha fou visir únic fins al 1324 en què va morir de mort natural (l'únic visir il-kànida que va morir de causes naturals) i el va succeir, després d'una breu disputa del càrrec entre els seus dos fills, Rukn al-Din Sain, client de Čoban (Čuban) que era realment qui tenia el poder. Vers el 1325 el va succeir un fill de Čoban, Husayn Kwadja. El 1325 Uzbeg Khan de l'Horda d'Or va envair altre cop territori il-kànida i Čoban el va anar a combatre i va penetrar al territori enemic que va devastar com a represàlia.
Abu Said es volia casar amb la filla de Čoban, Bagdad Khatun, però aquesta estava casada amb Shaykh Hasan ibn Amir Huseyn l'antic governador de Khurasan; en canvi el fill de Čoban, Dimaskh Khwadja, utilitzava en benefici propi les dones de l'harem reial. El 24 d'agost de 1327 Abu Said va ordenar l'execució de Dimaskh a Sultaniya i va dictar una ordre per l'extermini de tota la família. En aquest moment el cap de família, Čoban, estava en campanya al Khurasan, on uns mesos abans el seu fill Hasan (que era governador) havia lluitat contra la rebel·lió del príncep txagatai Tamarshirin i l'havia expulsat de la zona de Gazni però que sembla que havia retornat. Quan Čoban va saber la notícia es va dirigir a l'oest; va intentar una mediació amb el kan que va fracassar i llavors les forces que el seguien van desertar i va haver de fugir cap a Herat on fou assassinat pel kan kurt local Ghyath al-Din obeint una ordre d'Abu Said (novembre/desembre del 1327). Com que la campanya no es va acabar, Tamarshirin va conservar fins a una data desconeguda el poder a Gazni, on governava el 1333 quan Ibn Battuta va estar a la ciutat.
Quan Timurtash va conèixer la mort del pare va fugir d'Anatòlia cap a Egipte on inicialment fou rebut amb honors però després fou executat (agost de 1328) i el seu cap enviat a l'Il-khan. Els altres membres de la família van ser capturats i executats o van fugir. Abu Said va agafar les regnes del poder per a si mateix ajudat pel nou visir Ghyath al-Din Muhammad (fill de Rashid al-Din); el càrrec d'amir al-ulus fou confiat a Shaykh Hasan ibn Husayn que va haver de renunciar a la seva muller Bagdad Khatun que fou entregada a l'Il-khan. El 1329 Abu Said va haver de sufocar una revolta del governador Narin Tagai al Khurasan, el qual fou executat el 29 de juliol de 1329.
A partir d'aquesta època van millorar molt les relacions amb el sultanat de Delhi on governava Muhammad ibn Tughluk, però Abu Said no va acceptar una coalició contra els kans de Txagatai amb els quals les relacions, en canvi, havien empitjorat. El 1328 el kan de Txagatai va fer una segona campanya contra Khurasan.
El 1331/1332 Shaykh Hasan fou acusat de complotar amb la seva ex dona i fou desterrat a la fortalesa de Kumakh a l'Eufrates però al cap d'un any fou perdonat i nomenat governador d'Anatòlia.
Una nova incursió d'Uzbeg Khan de l'Horda d'Or es va produir el 1335. Abu Said va agafar personalment el comandament i marxava contra els invasors quan va morir als quarters de Karabagh el 30 de novembre de 1335. Fou enterrat a Sultaniya, suposadament enverinat per Bagdad Khatun, deixada de costat en favor de la seva neboda Delsad Khatun (Dilshad Kghatun), filla de Dimaskh Khwadja.
Tot i les seves nombroses esposes, no va deixar fills; Delsad Khatun estava embarassada quan va morir, però al cap de set mesos va néixer una filla. La manca d'hereu fou decisiva i es va iniciar un període de deu anys de lluites per la successió entre pretendents, on alguns d'aquestos, com el seu successor Arpa, no eren ni descendents d'Hulagu.